# Emma Curtis Hopkins

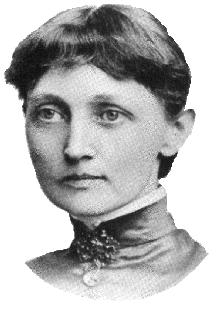
Ritratto di Emma Curtis Hopkins

Emma Curtis Hopkins (Killingly, 2 settembre 1849 – Killingly, 8 aprile 1925) è stata una teologa, insegnante, scrittrice, femminista, mistica e profetessa statunitense. La Hopkins è stata soprannominata "la maestra dei maestri", a causa dell'elevato numero di suoi discepoli che hanno poi fondato a loro volta movimenti e chiese o sono diventati figure di spicco all'interno del movimento del New Thought.

## Biografia
Josephine Emma Curtis nasce nel 1849 a Killingly (Connecticut). Nel 1874 sposa George Irving Hopkins. Nel 1875 ha un figlio, John Carver, che muore a soli 30 anni nel 1905. La Hopkins era inizialmente una discepola della Chiesa scientista di Mary Baker Eddy, la quale proclamava di aver trovato nella Bibbia una scienza che starebbe alla base delle guarigioni miracolose operate da Gesù Cristo e che tutti potrebbero mettere in pratica. Avrebbe in seguito abbandonato la Chiesa scientista per sviluppare indipendentemente la propria forma più eclettica di idealismo, che sarebbe divenuta nota in seguito con il nome di New Thought, e che comprendeva un largo numero di influenze, dallo gnosticismo alla teosofia passando per alcuni insegnamenti orientali. A differenza della Eddy, la quale vedeva Dio come padre e madre al tempo stesso, la Hopkins si concentrò sul concetto di trinità, vista come tre aspetti del divino ciascuno dei quali avrebbe giocato un ruolo fondamentale in diverse epoche storiche: Dio il padre, Dio il figlio e Dio la madre (lo Spirito Santo).
La Hopkins riteneva (come del resto la Eddy, anche se non così esplicitamente) che la guarigione spirituale corrispondesse alla seconda venuta di Cristo sulla terra. La Hopkins vedeva anche nell'avanzamento sociale delle donne un segnale dell'inizio di una nuova epoca storica, quella dello Spirito Santo, o Dio madre, in cui l'aspetto femminile di Dio riceveva riconoscimento, affermazione peraltro ripresa inizialmente dalla Teologia mistica inglese e anglicana di Giuliana di Norwich « com'è vero che Dio è nostro Padre, così è vero che Dio è nostra Madre.» (Rivelazioni, cap. 59) e, successivamente, anche da Mary Baker Eddy ed il Cristianesimo scientista. Un'espressione molto nota e decisamente rivoluzionaria e femminista per la sua epoca.
Sebbene talvolta si veda in Phineas Quimby il fondatore del New Thought, in realtà egli morì nel 1866 mentre il New Thought non divenne un movimento organizzato fino a quando nel 1886-88 la Hopkins ne prese le redini e lo organizzò a livello nazionale a partire dalla sede centrale di Chicago. La Hopkins ha lasciato una vasta produzione scritta e fu un'apprezzata conferenziera rinomata per il suo carisma. Tra i suoi allievi si possono ricordare Malinda Cramer e Nona L. Brooks, fondatrici della Chiesa di Scienza Divina, i coniugi Fillmore, fondatori della Unity Church, Harriet Emilie Cady, autrice del testo fondamentale di Unity (Lessons in truth) ed Ernest Holmes, fondatore della Chiesa di Scienza religiosa.